# Sinolestes edita
Sinolestes edita là loài chuồn chuồn trong họ Synlestidae. Loài này được Needham mô tả khoa học đầu tiên năm 1930.